# Koh-Lanta : Raja Ampat
Vous pouvez aider à l'améliorer ou bien discuter des problèmes sur sa page de discussion.
- Il n'est pas vérifiable et peut contenir des informations totalement erronées. Il est fortement conseillé aux contributeurs d'étayer son contenu par des sources fiables. Sans cela, sa suppression pourrait être envisagée. (si vous venez d'apposer le bandeau, veuillez cliquer sur ce lien pour créer la discussion et en afficher les indications). (Marqué depuis juillet 2024)
- Il peut contenir un travail inédit ou des déclarations non vérifiées. Vous pouvez l’améliorer en ajoutant des références. (Marqué depuis juillet 2024)

- Archive Wikiwix
- Bing
- Cairn
- DuckDuckGo
- E. Universalis
- Gallica
- Google
- G. Books
- G. News
- G. Scholar
- Persée
- Qwant
- (zh) Baidu
- (ru) Yandex
- (wd) trouver des œuvres sur Wikidata

Vous pouvez aider à l'améliorer ou bien discuter des problèmes sur sa page de discussion.
- Son admissibilité est à vérifier. Motif : manque de sources, de références, TI. Et ce alors qu'un bandeau demande des sources depuis des années, 2018. Les références (buzzesques et étalées sur 3 mois) ne concernent que les audiences, déjà dans l'article Koh-Lanta. Info doublonnant l'article principal. Saison ne se démarquant pas particulièrement.. Vous êtes invité à le compléter pour expliciter son admissibilité, en y apportant des sources secondaires de qualité. (Marqué depuis avril 2025)
- Il ne cite pas suffisamment ses sources. Vous pouvez indiquer les passages à sourcer avec {{référence nécessaire}} ou {{Référence souhaitée}}, et inclure les références utiles en les liant aux notes de bas de page. (Marqué depuis avril 2018)
- Certaines de ses couleurs nuisent à son accessibilité et ne respectent pas la charte graphique. Les couleurs ne sont pas interdites, mais il est conseillé d'en faire un usage modéré qui respecte les normes d'accessibilité. (Marqué depuis juillet 2024)
- Son texte doit être wikifié : il ne correspond pas à la mise en forme Wikipédia (style, typographie, liens internes, liens entre les wikis, etc.). (Marqué depuis juillet 2024)

- Archive Wikiwix
- Bing
- Cairn
- DuckDuckGo
- E. Universalis
- Gallica
- Google
- G. Books
- G. News
- G. Scholar
- Persée
- Qwant
- (zh) Baidu
- (ru) Yandex
- (wd) trouver des œuvres sur Wikidata

Koh Lanta : Raja Ampat est la 11e édition régulière de l'émission de téléréalité Koh-Lanta, présentée par Denis Brogniart. Elle a été diffusée du 9 septembre 2011 au 16 décembre 2011 sur TF1 et s'est déroulée en Indonésie, dans l'archipel de Raja Ampat. Les 20 candidats étaient âgés de 20 à 65 ans. Les deux tribus initiales étaient Mambok et Wasaï. C'est Gérard qui a remporté cette édition face à Teheiura, et ainsi remporté 100 000 €.

## Tournage
- Si vous ne connaissez pas le sujet, laissez ce bandeau (vous pouvez alors contacter les auteurs).
- Si vous supprimez le contenu mis en cause (vous pouvez préalablement contacter les auteurs),

argumentez précisément cette suppression dans la page de discussion
(un manque de référence n'est pas un argument ; une recherche réelle de référence doit avoir été effectuée, être formellement documentée).
Retardée à cause du séisme survenu au Japon, l'émission a finalement eu lieu. C'est dans l'archipel Raja Ampat que les nouveaux candidats de Koh-Lanta ont dû essuyer pas moins de 3 tempêtes dès les premiers jours d'aventure.

## Nouveautés
- Si vous ne connaissez pas le sujet, laissez ce bandeau (vous pouvez alors contacter les auteurs).
- Si vous supprimez le contenu mis en cause (vous pouvez préalablement contacter les auteurs),

argumentez précisément cette suppression dans la page de discussion
(un manque de référence n'est pas un argument ; une recherche réelle de référence doit avoir été effectuée, être formellement documentée).
Lors de cette saison, de nouvelles règles font leur apparition, inspirées de la version américaine Survivor :
- Le nombre initial de candidats : après être resté longtemps à 16, puis passé à 18 à partir de la saison 9, cette saison en compte 20.
- L'abandon : un candidat qui décide de lui-même d'abandonner le jeu n'est plus remplacé.
- Les colliers d'immunité individuels (début d'aventure) : cachés sur le lieu du naufrage, ces colliers permettent au premier homme et à la première femme qui les trouvent d'être immunisés lors de leur premier conseil.
- Les colliers d'immunité individuels (pré-réunification) : un collier est caché sur chaque camp. Le premier aventurier à le trouver peut en utiliser la protection lors d'un conseil où il se sent en danger. Le collier doit être remis avant le dépouillement, sa détention pouvant être tenue secrète.

Une règle inédite fait également son apparition : le vote noir. Après son élimination, le candidat éliminé doit voter pour un candidat restant. Ce vote compte pour le conseil suivant, même si le candidat réintègre l'aventure par la suite.
La production a elle-même composé les équipes, comme lors des deux premières saisons.
Contrairement aux saisons précédentes, la traditionnelle ration de riz n'est plus directement donnée aux deux équipes. Elle est mise en jeu lors de la première épreuve de confort, remportée par les jaunes. Après 11 jours de survie, les rouges auront finalement l'opportunité de récupérer également leur ration.
La réunion des ambassadeurs (réunification) subit également une modification des règles : les ambassadeurs ne sont pas choisis par leur équipe, mais par un émissaire de l'équipe adverse qui visite le campement pendant une journée. C'est aussi la seule saison où la réunion des ambassadeurs a pu être suivie (à leur insu) par d'autres candidats, les deux émissaires.
D'autres nouveautés sont apparues, mais elles ne concernent pas la mécanique du jeu. Ainsi, retour au paysage de carte postale avec l'archipel de Raja Ampat, en Indonésie. De plus, ⅔ des épreuves sont aquatiques et la plupart sont nouvelles. Quant au casting, il a été revu en profondeur : « pour éviter de se retrouver avec des candidats qui préfèrent barboter dans l'eau plutôt que s'activer au campement […] », et pour essayer de trouver des profils originaux, qui restent quand même représentatifs de la société française au niveau des âges, des professions, des origines.

## Caractéristique de la saison
- Si vous ne connaissez pas le sujet, laissez ce bandeau (vous pouvez alors contacter les auteurs).
- Si vous supprimez le contenu mis en cause (vous pouvez préalablement contacter les auteurs),

argumentez précisément cette suppression dans la page de discussion
(un manque de référence n'est pas un argument ; une recherche réelle de référence doit avoir été effectuée, être formellement documentée).
- Un candidat (Maxime) décide de faire fabriquer un faux collier d'immunité pour sauver sa stratégie de ses coéquipiers.

## Candidats
- Si vous ne connaissez pas le sujet, laissez ce bandeau (vous pouvez alors contacter les auteurs).
- Si vous supprimez le contenu mis en cause (vous pouvez préalablement contacter les auteurs),

argumentez précisément cette suppression dans la page de discussion
(un manque de référence n'est pas un argument ; une recherche réelle de référence doit avoir été effectuée, être formellement documentée).
 (décembre 2024).
Les candidats de cette saison sont au nombre de 20 et ils sont âgés de 20 à 65 ans.
| Candidat | Candidat  | Profession                                   | Âge    | Localisation         | Tribu | Jury final         | Départ          |
| -------- | --------- | -------------------------------------------- | ------ | -------------------- | --- | ------------------ | --------------- |
| ♀        | Lisa      | Cadre commerciale                            | 25 ans | Moselle              | - Mambok (jour 1 – 3)                                                                                             |                    | Éliminée        |
| ♀        | Catherine | Cheffe comptable                             | 53 ans | Sarthe               | - Mambok (jour 1 – 6)                                                                                             | Éliminée           |                 |
| ♂        | Steve     | Adjoint de sécurité dans la police nationale | 24 ans | Marne                | - Wasaï (jour 1 – 8)                                                                                              | Abandon volontaire |                 |
| ♂        | Gégé      | Gérant d'un parc animalier                   | 65 ans | Eure                 | - Wasaï (jour 1 – 9)                                                                                              | Éliminé            |                 |
| ♀        | Naouel    | Footballeuse freestyle                       | 25 ans | Seine-Saint-Denis    | - Wasaï (jour 1 – 10)                                                                                             | Abandon volontaire |                 |
| ♂        | Benoît    | Responsable d'études statistiques            | 31 ans | Oise                 | - Wasaï (jour 1 – 12)                                                                                             | Éliminé            |                 |
| ♀        | Délisia   | Animatrice d'un centre social                | 21 ans | Nord                 | - Wasaï (jour 1 – 15)                                                                                             | Éliminée           |                 |
| ♀        | Caroline  | Coache en développement personnel            | 40 ans | Suisse               | - Wasaï (jour 1 – 18)                                                                                             | Éliminée           |                 |
| ♂        | Maxime    | Étudiant en sciences politiques              | 20 ans | Belgique             | - Mambok (jour 1 – 20)                                                                                            | Éliminé            |                 |
| ♂        | Anthony   | Professeur de fitness                        | 23 ans | Meurthe-et-Moselle   | - Wasaï (jour 1 – 20) - Tribu réunifiée (jour 20 – 21)                                                            | 1er membre         | Éliminé         |
| ♂        | Olivier   | Cadre commercial                             | 43 ans | Nord                 | - Mambok (jour 1 – 20) - Tribu réunifiée (jour 20 – 24)                                                           | 2e membre          | Éliminé         |
| ♀        | Florence  | Éducatrice                                   | 39 ans | Hérault              | - Mambok (jour 1 – 20) - Tribu réunifiée (jour 20 – 27)                                                           | 3e membre          | Éliminée        |
| ♀        | Virginie  | Intérimaire                                  | 32 ans | Ardennes             | - Mambok (jour 1 – 20) - Tribu réunifiée (jour 20 – 33)                                                           | 4e membre          | Abandon médical |
| ♀        | Patricia  | Chauffeure-routière                          | 36 ans | Lot                  | - Wasaï (jour 1 – 20) - Tribu réunifiée (jour 20 – 33)                                                            | 5e membre          | Éliminée        |
| ♀        | Alexandra | Hôtesse d’accueil dans un musée              | 29 ans | Paris                | - Wasaï (jour 1 – 20) - Tribu réunifiée (jour 20 – 36)                                                            | 6e membre          | Éliminée        |
| ♂        | Martin    | Chef d'entreprise                            | 23 ans | Hauts-de-Seine       | - Mambok (jour 1 – 20) - Tribu réunifiée (jour 20 – 30) - Éliminé (jour 30 – 33) - Tribu réunifiée (jour 33 – 39) | 7e membre          | Éliminé         |
| ♀        | Ella      | Étudiante en psychologie                     | 25 ans | Belgique             | - Mambok (jour 1 – 20) - Tribu réunifiée (jour 20 – 40)                                                           | 8e membre          | Éliminée        |
| ♂        | Laurent   | Mannequin                                    | 29 ans | Val-de-Marne         | - Mambok (jour 1 – 20) - Tribu réunifiée (jour 20 – 41)                                                           | 9e membre          | Éliminé         |
| ♂        | Teheiura  | Cuisinier                                    | 33 ans | Ain                  | - Wasaï (jour 1 – 20) - Tribu réunifiée (jour 20 – 41)                                                            |                    | Finaliste       |
| ♂        | Gérard    | Jardinier                                    | 41 ans | Pyrénées-Atlantiques | - Mambok (jour 1 – 20) - Tribu réunifiée (jour 20 – 41)                                                           | Gagnant            |                 |

Légende

## Déroulement
- Si vous ne connaissez pas le sujet, laissez ce bandeau (vous pouvez alors contacter les auteurs).
- Si vous supprimez le contenu mis en cause (vous pouvez préalablement contacter les auteurs),

argumentez précisément cette suppression dans la page de discussion
(un manque de référence n'est pas un argument ; une recherche réelle de référence doit avoir été effectuée, être formellement documentée).

### Bilan par épisode
| Épisode              | Diffusion         | Épreuves                    | Épreuves            | Conseil       | Conseil       | Conseil       |
| Épisode              | Diffusion         | Épreuve initiale            | Épreuve initiale    | Éliminé       | Vote          | Départ        |
| -------------------- | ----------------- | --------------------------- | ------------------- | ------------- | ------------- | ------------- |
| 1er épisode          | 9 septembre 2011  | Anthony et Patricia         | Anthony et Patricia | Éliminé       | Vote          | Départ        |
|                      |                   | Confort                     | Immunité            | Éliminé       | Vote          | Départ        |
| 1er épisode          | 9 septembre 2011  | Wasaï                       | Wasaï               | Lisa          | 6-4           | Jour 3        |
| 2e épisode           | 16 septembre 2011 | Wasaï                       | Wasaï               | Catherine     | 5-4-1         | Jour 6        |
| 3e épisode           | 23 septembre 2011 | Mambok                      | Mambok              | Gégé          | 7-1-1         | Jour 9        |
| 4e épisode           | 30 septembre 2011 | Mambok                      | Mambok              | Benoît        | 4-2-1-1       | Jour 12       |
| 5e épisode           | 14 octobre 2011   | Wasaï                       | Mambok              | Délisia       | 4-1-1-1       | Jour 15       |
| 6e épisode           | 21 octobre 2011   | Mambok                      | Mambok              | Caroline      | 3-2-1         | Jour 18       |
| 7e épisode           | 28 octobre 2011   | Wasaï                       | Teheiura            | Anthony       | 7-4-1-1       | Jour 21       |
| 8e épisode           | 4 novembre 2011   | Martin                      | Ella                | Olivier       | 7-4           | Jour 24       |
| 9e épisode           | 10 novembre 2011  | Teheiura                    | Martin              | Florence      | 5-4-1         | Jour 27       |
| 10e épisode          | 18 novembre 2011  | Teheiura                    | Laurent             | Martin        | 6-2-1         | Jour 30       |
| 11e épisode          | 25 novembre 2011  | Gérard                      | Teheiura            | Patricia      | 4-2-2         | Jour 33       |
| 12e épisode          | 2 décembre 2011   | Gérard                      | Martin              | Alexandra     | 4-3           | Jour 36       |
| 13e épisode          | 9 décembre 2011   | Martin                      | Teheiura            | Martin        | 4-2           | Jour 39       |
|                      |                   | Épreuve d'orientation       | Épreuve des poteaux | Conseil final | Conseil final | Conseil final |
| 14e épisode (Finale) | 16 décembre 2011  | Teheiura, Gérard et Laurent | Gérard              | Gérard        | 7-2           | Gagnant       |

#### Colliers d'immunité
|                     | Localisation       | Propriétaire            | Utilisation                             | Utilisation | Utilisation | Votes annulés                            |
| Statut              | Localisation       | Propriétaire            | Jour                                    | Épisode     |             | Votes annulés                            |
| Colliers d'immunité |                    |                         |                                         |             |             |                                          |
| ------------------- | ------------------ | ----------------------- | --------------------------------------- | ----------- | ----------- | ---------------------------------------- |
| Colliers d'immunité | Épreuve initiale ♂ | Anthony (jour 1 — 9)    | Utilisé obligatoirement au 1er conseil  | 9e          | 3e          | Aucun (Immunité effective avant le vote) |
| Colliers d'immunité | Épreuve initiale ♀ | Patricia (jour 1 — 9)   | Utilisée obligatoirement au 1er conseil | 9e          | 3e          | Aucun (Immunité effective avant le vote) |
| Colliers d'immunité | Camp des Wasaï     | Patricia (jour 17 — 24) | Utilisée                                | 24e         | 8e          | 7/11                                     |
| Colliers d'immunité | Camp des Mambok    | Teheiura (jour 23 — 36) | Utilisé                                 | 36e         | 12e         | 0/7                                      |

### Détail des éliminations
|             | Tribus initiales | Tribus initiales | Tribus initiales | Tribus initiales | Tribus initiales | Tribus initiales | Tribus initiales | Tribus initiales | Tribus initiales | Tribu réunifiée | Tribu réunifiée | Tribu réunifiée | Tribu réunifiée | Tribu réunifiée | Tribu réunifiée | Tribu réunifiée | Tribu réunifiée | Tribu réunifiée | Tribu réunifiée | Tribu réunifiée | Tribu réunifiée | Tribu réunifiée |
| ----------- | ---------------- | ---------------- | ---------------- | ---------------- | ---------------- | ---------------- | ---------------- | ---------------- | ---------------- | --------------- | --------------- | --------------- | --------------- | --------------- | --------------- | --------------- | --------------- | --------------- | --------------- | --------------- | --------------- | --------------- |
| ► Épisode   | 1                | 2                | 3                | 3                | 4                | 4                | 5                | 6                | 7                | 7               | 8               | 9               | 10              | 11              | 11              | 11              | 12              | 13              | 14              | 14              | Finaliste       | Vainqueur       |
| ► Éliminé   | Lisa             | Catherine        | Steve            | Gégé             | Naouel           | Benoît           | Délisia          | Caroline         | Maxime           | Anthony         | Olivier         | Florence        | Martin          | Virginie        | Patricia        | Patricia        | Alexandra       | Martin          | Ella            | Laurent         | Teheiura        | Gérard          |
| ► Votes     | 6/10             | 5/10             | 0                | 7/9              | 0                | 4/8              | 4/7              | 3/6              | 2                | 7/13            | 4/11            | 5/10            | 6/9             | 0               | 4/8             | 4/8             | 4/7             | 4/6             | 0               | 1               | 2/9             | 7/9             |
| ▼ Candidats | Votes            | Votes            | Votes            | Votes            | Votes            | Votes            | Votes            | Votes            | Votes            | Votes           | Votes           | Votes           | Votes           | Votes           | Votes           | Votes           | Votes           | Votes           | Votes           | Votes           | Votes           | Votes           |
| Gérard      | Virginie         | Virginie         |                  |                  |                  |                  |                  |                  |                  | Anthony         | Patricia        | Florence        | Teheiura        |                 | Patricia        | Patricia        | Alexandra       | Martin          |                 | Laurent         | Jury final      | Jury final      |
| Teheiura    |                  |                  |                  | Gégé             |                  | Alexandra        | Délisia          | Patricia         | Maxime           | Olivier         | Olivier         | Florence        | Martin          |                 | Martin          | Martin          | Ella            | Martin          |                 |                 | Jury final      | Jury final      |
| Laurent     | Lisa             | Virginie         |                  |                  |                  |                  |                  |                  |                  | Anthony         | Patricia        | Teheiura        | Martin          |                 | Patricia        | Patricia        | Alexandra       | Martin          |                 |                 |                 | Gérard          |
| Ella        | Lisa             | Catherine        |                  |                  |                  |                  |                  |                  |                  | Anthony         | Patricia        | Teheiura        | Martin          |                 | Patricia        | Patricia        | Alexandra       | Martin          |                 |                 | Teheiura        |                 |
| Martin      | Virginie         | Ella             |                  |                  |                  |                  |                  |                  |                  | Anthony         | Patricia        | Florence        | Ella            | [ n° 23 ]       | Ella            | Patricia        | Alexandra       | Ella            |                 |                 |                 | Gérard          |
| Alexandra   |                  |                  |                  | Gégé             |                  | Benoît           | Délisia          | Caroline         |                  | Olivier         | Olivier         | Florence        | Martin          |                 | Martin          | Martin          | Ella            | Ella            |                 |                 | Teheiura        |                 |
| Patricia    |                  |                  |                  | Alexandra        |                  | Benoît           | Caroline         | Caroline         |                  | Olivier         | Olivier         | Florence        | Ella            |                 | Ella            | Ella            | Ella            |                 |                 |                 |                 | Gérard          |
| Virginie    | Lisa             | Catherine        |                  |                  |                  |                  |                  |                  |                  | Anthony         | Patricia        | Teheiura        | Martin          |                 |                 |                 |                 |                 |                 |                 |                 | Gérard          |
| Florence    | Lisa             | Catherine        |                  |                  |                  |                  |                  |                  |                  | Anthony         | Patricia        | Teheiura        | Martin          |                 |                 |                 |                 |                 |                 |                 |                 | Gérard          |
| Olivier     | Virginie         | Virginie         |                  |                  |                  |                  |                  |                  | Maxime           | Anthony         | Patricia        | Patricia        |                 |                 |                 |                 |                 |                 |                 |                 |                 | Gérard          |
| Anthony     |                  |                  |                  | Gégé             |                  | Patricia         | Délisia          | Alexandra        |                  | Olivier         | Olivier         |                 |                 |                 |                 |                 |                 |                 |                 |                 |                 | Gérard          |
| Maxime      | Lisa             | Catherine        |                  |                  |                  |                  |                  |                  |                  |                 |                 |                 |                 |                 |                 |                 |                 |                 |                 |                 |                 |                 |
| Caroline    |                  |                  |                  | Gégé             |                  | Benoît           | Délisia          | Patricia         |                  | Alexandra       |                 |                 |                 |                 |                 |                 |                 |                 |                 |                 |                 |                 |
| Délisia     |                  |                  |                  | Gégé             |                  | Benoît           | Alexandra        | Caroline         |                  |                 |                 |                 |                 |                 |                 |                 |                 |                 |                 |                 |                 |                 |
| Benoît      |                  |                  |                  | Gégé             |                  | Alexandra        | Patricia         |                  |                  |                 |                 |                 |                 |                 |                 |                 |                 |                 |                 |                 |                 |                 |
| Naouel      |                  |                  |                  | Gégé             |                  |                  |                  |                  |                  |                 |                 |                 |                 |                 |                 |                 |                 |                 |                 |                 |                 |                 |
| Gégé        |                  |                  |                  | Délisia          |                  | Délisia          |                  |                  |                  |                 |                 |                 |                 |                 |                 |                 |                 |                 |                 |                 |                 |                 |
| Steve       |                  |                  |                  |                  |                  |                  |                  |                  |                  |                 |                 |                 |                 |                 |                 |                 |                 |                 |                 |                 |                 |                 |
| Catherine   | Lisa             | Virginie         |                  |                  |                  |                  |                  |                  |                  | Florence        |                 |                 |                 |                 |                 |                 |                 |                 |                 |                 |                 |                 |
| Lisa        | Virginie         | Catherine        |                  |                  |                  |                  |                  |                  |                  |                 |                 |                 |                 |                 |                 |                 |                 |                 |                 |                 |                 |                 |

Notes :
- Un vote en fond noir symbolise un vote noir, qui est subséquent à l'élimination d'un candidat lors d'un conseil. Il compte pour le conseil suivant de la tribu.

## Résumé détaillés
- Si vous ne connaissez pas le sujet, laissez ce bandeau (vous pouvez alors contacter les auteurs).
- Si vous supprimez le contenu mis en cause (vous pouvez préalablement contacter les auteurs),

argumentez précisément cette suppression dans la page de discussion
(un manque de référence n'est pas un argument ; une recherche réelle de référence doit avoir été effectuée, être formellement documentée).

### Épisode 1: Découverte des aventuriers et création des tribus, premières surprises au conseil
Vingt candidats se lancent du bateau lors du naufrage. Gégé, doyen de la compétition, panique à l'idée de sauter de cette hauteur, et est aidé par Patricia et Anthony. Les candidats nagent ensuite jusqu’à un radeau puis embarquent à bord et le dirigent vers la plage. Une fois arrivés, ils sont avertis par Denis de la nouvelle règle : deux colliers d'immunité sont cachés sur l’îlot autour d'eux, ils garantissent à son détenteur d'être intouchable s'il l'utilise durant le conseil, après les votes et avant le dépouillement. Le détenteur peut parler de son collier aux autres ou le cacher et garder le secret, et il peut l’utiliser de la manière qu'il veut, sauf le donner. Pour l’utiliser à bon escient, il ou elle doit donc être certain que les votes se dirigeront contre lui/elle, pour ainsi les faire annuler, et donc éliminer la personne restante. La recherche a donc lieu, mais plus tôt les candidats auront franchi un parcours d'obstacles et récupéré leurs carquois respectifs, plus tôt ils pourront commencer la recherche, à quelques pas de leur bambou respectif. Les colliers sont trouvés par Patricia et Anthony. Les candidats découvrent ensuite leurs équipes :
Les Wasaï, les jaunes, sont composés d'Alexandra, Anthony, Benoît, Caroline, Délisia, Gégé, Naouel, Patricia, Steve et Teheiura. Tandis les Mambok, les rouges, sont constitués de Catherine, Ella, Florence, Gérard, Laurent, Lisa, Martin, Maxime, Olivier et Virginie.
Nouveauté également : pas de riz de départ pour les candidats : ils devront le gagner aux épreuves de confort ! Les rouges s’organisent et montent le camp en moins d'une journée, grâce à Olivier notamment. Chez les jaunes, on se chamaille, Gégé et Teheiura apportent cependant leur pierre à l'édifice. Steve, de son côté, assure le service minimum et se plaint tout le temps, ce qui agace. Chez les rouges, les hommes n'écoutent pas beaucoup les femmes. L'équipe est surprise de la détermination de Virginie, candidate en surpoids, qui veut prouver que "Koh-Lanta, c'est aussi pour les "grosses"". Cependant, Virginie, qui ne souffre pas de la faim, se prive volontairement de repas et laisse ses parts aux autres.
Le lendemain, c'est le jeu de confort : nage et vitesse pour récupérer un coffre de 5 kg de riz. Virginie et Gégé sont eux mandatés pour aller dénouer et récupérer une clé en surface de l'eau, car ils ne nagent pas très bien. La clé servira à ouvrir une cage pour délivrer le coffre et le ramener jusqu'à la berge. Les jaunes remportent le jeu et le riz. Les rouges rentrent déçus et en pleine mésentente. Maxime, le jeune Belge, décide de créer des stratégies profitant de cette colère générale pour s'allier aux plus faibles du groupe : Ella, Catherine et Virginie. Il en profite aussi pour colporter de fausses rumeurs sur des candidats comme Lisa ou Olivier.
Le troisième jour, c'est l'immunité : parcours d'obstacles terrestres, rejoindre la plage puis l'eau, monter sur une plateforme et traverser des plateformes plus petites en s'aidant d'une poutre branlante. Sur la dernière plateforme, il faut rester à 10, accrochés, sans tomber ou toucher l'eau, au moins cinq secondes. Un calvaire, au vu de la petitesse de la plateforme. Mais finalement, ce sont encore les jaunes qui gagnent. Les rouges rentrent dépités une fois de plus, et Maxime, le stratège, rassemble autour de lui son équipe qu'il charge de convaincre Laurent et Florence de voter contre Lisa, trop proche des garçons, et potentiellement dangereuse pour leur survie dans l'aventure. Chez les jaunes, malgré la victoire, Gégé agace son équipe car il veut tout faire tout seul sans écouter les autres.
Rappel : pour avoir été les premiers à trouver les colliers d'immunité, Anthony et Patricia sont intouchables au premier conseil de leur équipe, mais ils doivent absolument jouer leur collier dès le conseil, sous peine d'être annulé sinon. Ils n'auront pas à le faire, vu que ce sont les Mambok qui vont au conseil.
Au conseil, les règlements de compte fusent, mais personne ne sait que Maxime est le responsable. Son coup réussit : lui, Viriginie, Ella, Florence, Laurent et Catherine votent Lisa, la plus forte pourtant, ce qui dégoûte l'éliminée et ses alliés. Mais grande nouveauté cette année, elle bénéficiera du vote noir pour se venger : elle peut voter contre le candidat de son choix pour le conseil suivant. Ce sera Catherine.

### Épisode 2: Nouvelles défaites rouges et la stratégie de Maxime
Tandis que les Mambok accumulent les défaites, au point de mettre Florence dans une rage folle, Maxime continue ses stratégies de son côté. Il continue de colporter des rumeurs et de rassembler sa petite équipe, et sachant que le vote noir de Lisa visera Catherine, il oriente les votes vers Catherine, qui se retrouve éliminée au deuxième conseil. Personne ne comprend ce qui se passe, et Catherine met le nom de Florence sur son vote noir. Après le conseil, les disputes fusent, Florence protégeant Virginie et mettant la faute sur les hommes, surtout Olivier, qui ne veulent pas écouter les autres. Après ce conseil, les rouges jurent de rebondir, mais ils souhaitent que les coups en douce cessent.

### Épisode 3: Contre-attaque rouge et série de déceptions chez les jaunes
Les choses changent pour les Wasaï : lors de l'épreuve de confort de la balle au prisonnier marine, Gégé se retrouve bloqué dans un courant marin, et ne parvient pas à rejoindre le ponton, handicapant fortement son équipe, et accumulant un retard fatal qui leur fait perdre le délicieux repas de poissons. Virginie des rouges a retenu les leçons du conseil et s'est particulièrement distinguée dans l'épreuve. Gégé tombe en disgrâce chez les jaunes, Anthony, Benoît, Délisia, Naouel, Steve et Alexandra se détournent de lui et enragent, ce qui enrage de son côté Patricia, qui trouve la situation injuste. Gégé, furieux, s'isole, rappelant que ce n'était pas sa faute, qu'il était bloqué, qu'il ne pouvait pas avancer. Il décide alors de vivre son Koh-Lanta seul, ce que les autres jugent pas plus mal, "vu que Gégé ronfle toutes les nuits". Autre coup de théâtre, Steve abandonne le lendemain, ses proches lui manquant trop. Cette attitude est jugée lâche par la plupart de ses coéquipiers, qui constatent que Steve n'a rien fait du tout depuis le début de l'aventure. De plus, les règles changent cette année : les abandons volontaires ne sont plus remplacés, pour montrer à ceux qui voudraient partir trop vite que cela risque d'handicaper leur équipe fatalement. Les Mambok, qui avaient mangé le confort sur le camp des Wasaï, où il y avait du feu, ont malencontreusement laissé brûler une partie du jogging de Naouel, pendu au mauvais endroit, ce qui l'horripile. Plus tard, les Wasaï, désunis, perdent de nouveau l'épreuve d'immunité, mais cette fois non pas à cause de Gégé, qui dévore d'une traite les vers et les yeux de barracuda de la dégustation, mais à cause de Délisia, qui ne touche pas son assiette, les faisant perdre. Gégé lui reproche à son tour cette erreur et s'énerve avec Naouel, Délisia et les autres. Il peut compter sur le soutien de son amie Patricia, mais s'isole de plus en plus, voulant terminer son aventure en beauté. Finalement, une discussion houleuse a lieu au conseil, une fois de plus impliquant Naouel et Gégé, et Denis permet à ce dernier de venir devant le conseil s'exprimer une dernière fois avant le vote. Sans surprise, Gégé est éliminé à l’unanimité moins deux voix. Il pleure amèrement son élimination, et part sans dire un mot, jugeant que les jeunes lui ont gâché le rêve de toute une vie. Son vote noir s'adresse à Délisia, dont il soupçonne qu'elle a monté une alliance contre lui pour se protéger.
Rappel : Anthony et Patricia étaient intouchables à leur premier conseil, mais ensuite les colliers ont été annulés.

### Épisode 4: L'épuisement des aventuriers, quatre victoires partout
Le lendemain, les aventuriers sont épuisés, l'évanouissement de Teheiura manque d'assommer Patricia. Naouel, elle, décide à son tour d'abandonner l'aventure, déclarant "vomir cette île". Patricia est ulcérée par cette décision, sachant que son ami Gégé, lui, aurait bien aimé prendre sa place et était beaucoup plus méritant. Encore une double défaite pour les Wasaï qui ne sont plus que 7. Au conseil, la tête de Délisia est mise à prix, mais aussi celle d'Alexandra, de Patricia (qui dispose du collier d'immunité) et de Caroline. Patricia, stratège, suggère de faire une alliance de filles contre Benoît, qui essaie de monter Teheiura et Anthony contre elles. L'alliance paie : le vote noir de Gégé est inutile, et Benoît, jugé trop faible, est éliminé. Son vote noir vise Patricia, trop stratège à son goût et responsable de son élimination.

### Épisode 5: Le faux collier d'immunité de Maxime
Les Wasaï retrouvent la baraka et gagnent le 5e confort. Maxime, prudent en cas de défaite des rouges à l'immunité, décide de créer un faux collier d'immunité pour se protéger lui ou ses alliées en cas de pépin, maintenant qu'il n'y a plus d'élément "facilement éliminable". Il fait part de sa petite idée aux filles, qui acceptent toutes de faire partie du plan. "C'est le cerveau de la bande" dira même Virginie. Maxime tente de le cacher aux hommes de la tribu, qui se posent des questions au sujet de ses absences répétées. Heureusement, les Mambok gagnent l'immunité, et les jaunes poursuivent la voie du conseil, le troisième d'affilée, une première dans Koh-Lanta. Cette fois, Patricia, sachant que le vote noir de Benoît la visera, brouille les pistes et les votes contre Délisia, Caroline et Alexandra à la fois. Anthony, fatigué, pourrait être visé, mais son collier le protège. Finalement, Délisia est éliminée. Elle adresse son vote noir à Caroline, qui, selon elle, l'a trahie.

### Épisode 6: Les jaunes en difficulté et les interrogations autour de Maxime
Nouvelle série de défaites pour les Wasaï, qui sont la pire équipe de l’histoire du jeu à l’heure actuelle. Pour le conseil, la tête de Patricia est mise à prix, contre celle de Caroline ou Alexandra. Patricia joue le tout pour le tout, sachant qu'elle est menacée, et fomente un complot avec Alexandra contre Caroline tout en prétendant faire alliance avec elle de son côté. Caroline cherche également à éliminer Patricia, et beaucoup sur le camp reconnaissent que son comportement autoritaire et manipulateur est agaçant. Mais coup de chance pour Patricia : elle trouve le collier d'immunité. Chez les rouges, Olivier et Gérard ont des doutes sur la sincérité de Maxime et lui demandent des comptes, et il finit par révéler qu'il a "trouvé le collier", ce dont l'équipe se réjouit, car la gentillesse apparente de Maxime est selon eux "récompensée". Ils décident donc de ne pas le faire sauter si conseil il y a. Pourtant, Olivier et Gérard, qui ne sont pas nés de la dernière pluie, demandent à le voir en vrai, et constatent que le collier, une parfaite imitation, est selon eux l'original. Finalement, chez les jaunes, le conseil sauve Patricia, qui n'a pas besoin de sortir le collier : le vote noir de Délisia lui permet de faire la différence, et Caroline est éliminée. En pleurs, elle se sent trahie et vote noir Alexandra, qui est responsable de son élimination. 

### Épisode 7: Réunification: révélation au grand jour du faux collier et la fin de Maxime
Victoire des Wasaï, qui ne sont plus que 4 ! Chez les Mambok, c'est la crise : Florence ne parvient plus à garder le secret du faux collier, et finit par divulguer le secret, ce qui fait enrager Olivier, qui convoque un conseil de tribu et prend à partie Maxime. Les filles se dédouanent de leur responsabilité en disant qu'elles ont su mais "jamais cautionné" ce qui s'est passé, ce qui agace Maxime. Florence en rajoute une couche et lui dit qu'il n'avait pas besoin d'être si méchant et stratège, que personne ne l'aurait éliminé de par sa gentillesse. Finalement, il est révélé que Maxime est le responsable des éliminations en Catherine et Lisa, en collaboration avec les filles. Martin et Laurent préfèrent enterrer l'affaire et dire simplement que Maxime les a bien bluffés et que c'est le jeu. "Mon fils, il me fait ça, il aurait pris une branlée, t'as de la chance de pas être mon fils!" lui dit Olivier, vexé de s'être fait avoir pendant près de 20 jours. Toute la discussion houleuse a lieu devant leurs concurrents jaunes, qui écoutent attentivement la conversation après avoir profité de leur confort, l'appel téléphonique aux proches. Vient alors la réunification : il faut choisir deux ambassadeurs qui vont décider du nom d'une personne en mort subite qui arrêtera là l'aventure. Olivier et Teheiura sont désignés de part et d'autre. Olivier promet à son équipe qu'il ne livrera aucun rouge pas même Maxime, sauf s'il change d'avis. Nouveauté cette année, deux émissaires, dans chaque équipe, vont pouvoir secrètement espionner la conversation de Teheiura et Olivier. Il s'agit de Martin et Anthony. Ils rapporteront à l'équipe réunifiée mais avant tout à leurs équipes respectives les résultats de la décision, qui peut avoir un impact sur la suite de leur aventure. Finalement, Olivier décide de faire partir Maxime, qui, lui, n'a aucun regret, et aurait juste espéré que les filles assument un peu plus. Il rappelle que Koh-Lanta est un jeu de stratégie. Une nouvelle aventure débute alors pour l'équipe réunifiée chez les Mambok. Chacun fait connaissance avant de passer aux choses sérieuses lors de la première immunité individuelle, remportée par Teheiura. Pour le premier conseil réunifié, la stratégie d'équipes prime : les rouges votent tous Anthony, le plus fort et celui qui a le collier d'immunité, et les jaunes visent Olivier, le leader des ex-rouges. Mais ils se débrouillent pour ne pas le faire savoir à Anthony, pour ne pas qu'il utilise son collier d'immunité. Finalement, à 7 contre 4, malgré les votes noir de Catherine contre Florence et de Caroline contre Alexandra, Anthony est éliminé, et rejoint la résidence du jury final.

### Épisode 8: Patricia et son collier sèment la zizanie
Les jaunes, en minorité numérique, jouent des coudes et se séparent pour rentrer dans l'alliance rouge et aller plus loin dans l'aventure. Martin gagne le confort mais choisit de l'offrir à Florence et Patricia. Les deux femmes se découvrent une grande amitié, et Florence confie à Patricia qu'elle ne supporte plus Olivier. Patricia, de son côté, n'a pas révélé qu'elle dispose d'un collier d'immunité, à part aux ex-jaunes, et elle leur fait part de sa stratégie de l’utiliser contre Olivier ce soir en annulant les votes contre elle, puisque tous les rouges comptent voter Patricia. L'immunité tourne quant à elle au fiasco : l'épreuve inédite consistant à capturer des coquillages avec un grappin derrière une cage voit Laurent ramener sans le vouloir le coquillage d'Ella, mais au lieu de le laisser, il prévient Ella de vite récupérer son coquillage pendant qu'il le rapproche. Ella saisit l'occasion et gagne le jeu, ce qui rend fou de rage Teheiura, qui était en train de gagner à la loyale. Laurent déclare avoir agi sous le coup de l'émotion, tandis qu'Olivier le qualifie de tricheur, ce qui a le don d'énerver Virginie qui déclare que ce sont des hypocrites, qu'ils l'auraient tous fait à la place de Laurent. Cet argument n'est pas accepté par Olivier qui bougonne encore plus, et s'attire les foudres des rouges. Toutefois, la stratégie d’éliminer Patricia demeure. Au conseil, le coup de Trafalgar fonctionne : Patricia sort son collier et annule tous les votes contre elle, ne restant que quelques votes contre Olivier, qui est éliminé, avec en plus le vote noir d'Anthony contre lui. Furieux, il déclare que Patricia et les ex-jaunes ont trahi la parole donnée aux ambassadeurs, consistant à révéler à la tribu sa découverte d'un collier pour chaque candidat.

### Épisode 9: L'éruption de Florence
Olivier étonne Anthony en lui racontant le coup de maître de Patricia, et il est encore plus furieux en apprenant qu'Anthony savait qu'elle allait faire cela. Olivier prépare sa vengeance... Patricia est satisfaite de son coup de maître, tandis que les ex-rouges fulminent. Florence, notamment, est choquée de ce choix de Patricia, et le lui fait savoir. Patricia décide alors de comploter contre Florence en discutant seule à seul avec Gérard, qui n'a pas non plus apprécié le comportement de Patricia. Gérard révèle à Patricia que Florence est trop volcanique parfois. Après la discussion, Gérard révèle aux autres que Patricia "s'intéresse" à Florence, ce qui fait fulminer cette dernière, qui se sent trahie et demande des comptes aux ex-jaunes. Elle croit également que certains des ex-rouges complotent contre elle. Lors du jeu de confort, remporté par Teheiura, Florence prend violemment à partie Patricia devant les autres, la traitant de menteuse et de manipulatrice. Patricia pense qu'il y a un quiproquo et s'isole une fois de retour sur le camp, en pleurs, refusant de dormir avec les autres car elle n'accepte pas les cris et les insultes de Florence à l'épreuve et sur le camp. Martin se rapproche d'elle et juge le comportement de Florence inacceptable. Il en parle à Gérard et Laurent, ainsi qu'aux ex-jaunes. Le soir, Florence s'énerve de nouveau et prend cette fois à partie Martin, qu'elle juge faux et traître. Martin, qui a gagné l'immunité, prend alors la décision de voter contre Florence, et Gérard en a aussi assez des cris de Florence. Celle-ci sent un vent mauvais dans sa direction, ce qui profite à Patricia, d'ailleurs les deux femmes décident de parler et de se réconcilier. Florence, à contrecœur, reste sur un vote d'équipe contre Teheiura de son côté. Cependant, Patricia, Martin, Gérard, Alexandra et Teheiura ont toujours l'intention de voter Florence, ce qui arrive au conseil. Le vote noir d'Olivier contre Patricia est donc inutile. Florence est éliminée, et jure de se venger, promettant à Martin qu'il la suivra dans l'élimination, en votant noir contre lui.

### Épisode 10: Martin subit la vengeance des ex-rouges
Les événements du conseil ont beaucoup marqué les aventuriers, et les amis de Florence, Laurent, Ella et Virginie, en veulent beaucoup à Martin et Gérard pour leur trahison. Mais ils en veulent surtout à Martin, qu'ils jugent traître et dangereux sur les épreuves. Ils décident dans leur coin de comploter contre Martin, tandis que Teheiura remporte le confort. Patricia tente en vain de convaincre les ex-jaunes de ne pas voter Martin si ce dernier ne remporte pas l'immunité. Laurent remporte d'ailleurs cette épreuve, et Patricia et Martin se mettent d'accord pour voter Ella, la moins méritante et la plus stratège du camp. Gérard, lui, reste sur un vote fidèle à Martin mais contre un ex-jaune, Teheiura. Finalement, Laurent, Ella et Virginie, avec en plus le vote noir de Florence contre Martin, et les votes d'Alexandra et de Teheiura, est éliminé. Cela le choque beaucoup, car il ne pensait pas qu'on comploterait dans son dos alors que lui avait toujours dit les choses en face. 

### Épisode 11: Le retour de Martin et le rassemblement des ex-rouges
L'arrivée de Martin à la résidence du jury final ne choque personne, surtout pas Florence, ravie que son vote noir ait fonctionné. Elle fait une nouvelle fois la leçon à Martin, et n'est pas prête à lui pardonner. Pendant ce temps, sur le camp, tout le monde semble satisfait de l'éviction de Martin, et les critiques de Patricia passent mal. Alexandra et Teheiura se sentent eux aussi en danger, et Alexandra refuse une alliance avec Patricia, s'entendant mieux avec les ex-rouges. Gérard remporte le confort et le partage avec Laurent. Plus tard, Virginie tombe dans les pommes après l'épreuve, et elle révèle qu'elle est très faible parce qu'elle s'est privée de nourriture pendant toute l'aventure, jugeant qu'elle avait des réserves et qu'elle ne se sentait pas le droit de plus manger que les autres. Le médecin la déclare cependant inapte à reprendre l'aventure, ce qui sonne le retour de Martin, au grand dam de tous. Patricia est aux anges, voyant le retour de son allié et le départ d'une ennemie, mais elle déchante rapidement : Martin, froid et distant, déclare vouloir vivre une nouvelle aventure, non plus l'aventure humaine mais l'aventure stratégique cette fois. Il tourne donc le dos à Patricia et multiplie les stratégies avec ses anciens alliés rouges, qui, de par le départ de Virginie, se sentent isolés sur le camp. Teheiura remporte l'immunité de justesse, et le nouveau groupe de Martin s'accorde sur un vote contre Patricia, mais dans le secret le plus total. Alexandra, bien que liée à Ella, refuse de voter Patricia, car elle juge que Martin est un "filou". Le vote noir de Martin contre Ella et celui de Patricia contre cette dernière ne fonctionne donc pas, et Patricia découvre avec tristesse le vote de Martin (qui voulait prouver aux ex-rouges sa loyauté), Gérard, Ella et Laurent contre elle (Teheiura et Alexandra votent Martin). Son vote noir va à Ella, car elle choisit de pardonner à Martin. 

### Épisode 12: Série de réussites pour la stratégie de Martin
Patricia, en pleurs, est déçue que son aventure, qu'elle faisait pour payer les dettes de ses parents, se termine là. Alexandra est furieuse que les ex-rouges n'aient pas voté Martin, elle croyait qu'elle pouvait leur faire confiance. Elle se rend compte que Martin et Ella ne valent pas mieux que les autres. Patricia, de son côté, raconte au jury final le brusque changement d'humeur de Martin, et en profite pour discuter une nouvelle fois avec Florence. Les ex-rouges se rendent bien compte que Martin est sans scrupules et même dans les épreuves il est impitoyable et froid. Gérard remporte une nouvelle fois le confort et Martin l'immunité. Teheiura finit par trouver un collier d'immunité, mais Martin n'est pas dupe et décide de faire croire avec son groupe à Teheiura qu'il votera contre lui. Ainsi, Teheiura sort son collier pour rien, et c'est en fait Alexandra qui est éliminée, Ella, Gérard et Laurent ayant suivi la stratégie de Martin. Les deux votes d'Alexandra et de Teheiura contre Ella plus celui de Patricia ne marchent pas : Alexandra, trahie par les ex-rouges, est éliminée. Son vote noir va non pas à Martin mais à Ella, qu'elle juge menteuse et tricheuse.

### Épisode 13: Le sprint avant la finale: Teheiura, seul contre tous
Au jury final, Alexandra et les autres discutent des stratégies insupportables de Martin, et espèrent vraiment qu'il ne va pas gagner l'aventure. Martin remporte le dernier confort, et choisit d'offrir à Laurent de partager ce confort magnifique avec lui. Ce faisant, Martin pense s'attirer les faveurs de Laurent pour le dernier conseil avant la finale. Mais Ella et Gérard s'estiment lésés par Martin durant l'épreuve, surtout Ella, qui incite les autres à voter Martin lors du prochain conseil, car il serait trop dangereux pour le reste de l'aventure et la finale. Mais les autres décident de rester sur un vote contre Teheiura. Manque de chance pour eux, ce dernier remporte la dernière immunité, le fameux parcours vitesse sur l'eau. Toutes les stratégies sont bouleversées, et Laurent, incité par Ella, choisit de trahir son ami et voter contre lui, ainsi que Gérard et Teheiura, qui veulent s'assurer une place en finale sans craindre le "danger Martin". Malgré son vote contre Ella et le vote noir d'Alexandra, Martin est donc éliminé aux portes de la finale, sans surprise pour lui, et sans regrets, ce qui a le don d'énerver les autres.

### Épisode 14: La finale
Ella, Laurent, Gérard et Teheiura vont donc s'affronter lors de la finale de Koh-Lanta 11. À l'orientation, Teheiura arrive premier, suivi de Gérard et Laurent. Ella est éliminée. Aux poteaux, Laurent est le premier à tomber, suivi de Teheiura. Mais Gérard, stratège et sportif, choisit d'emmener Teheiura avec lui lors de la finale. Laurent rejoint donc comme dernier membre le jury final, qui se réunit sous haute tension, avec Anthony, Olivier, Florence, Virginie, Patricia, Alexandra, Martin, Ella et donc Laurent. Les mots fusent entre Olivier, Patricia, Florence, Alexandra, Martin et Ella. Les votes donnent raison à Gérard en majorité, Alexandra et Ella choisissant de voter Teheiura. Gérard remporte donc l'édition Raja Ampat.

## Audiences
La moyenne de cette saison est de 7,237 millions de téléspectateurs pour 29,2 % de PDM.

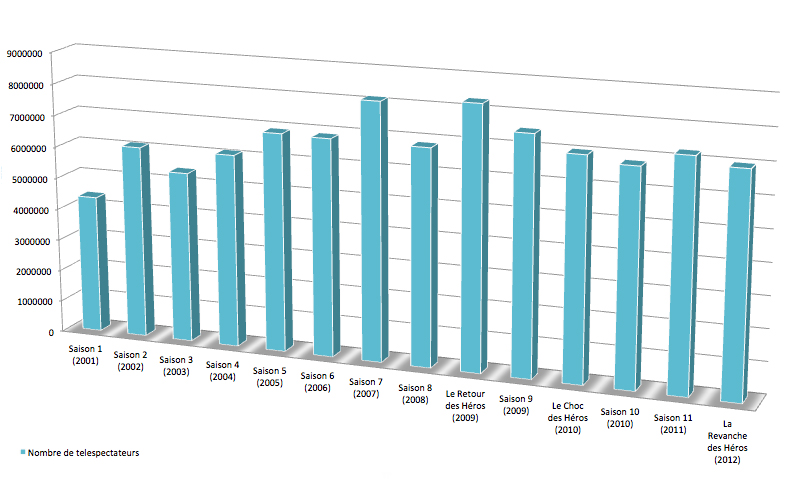
Importance des audiences de la saison 11 par rapport aux audiences des autres saisons 2001 à 2012.

| Émission    | Jour et horaire de diffusion             | Nombre de téléspectateurs | Part de marché sur les 4 ans et plus | Référence |
| ----------- | ---------------------------------------- | ------------------------- | ------------------------------------ | --------- |
| 1           | Vendredi 9 septembre 2011 (20:50-23:00)  | 7 359 000                 | 31,6 %                               | [ 1 ]     |
| 2           | Vendredi 16 septembre 2011 (20:50-22:40) | 7 037 000                 | 29,1 %                               | [ 2 ]     |
| 3           | Vendredi 23 septembre 2011 (20:50-22:40) | 7 401 000                 | 30,6 %                               | [ 3 ]     |
| 4           | Vendredi 30 septembre 2011 (20:50-22:40) | 6 931 000                 | 28,4 %                               | [ 4 ]     |
| 5           | Vendredi 14 octobre 2011 (20:50-22:40)   | 7 304 000                 | 28,4 %                               | [ 5 ]     |
| 6           | Vendredi 21 octobre 2011 (20:50-22:40)   | 6 927 000                 | 27,4 %                               | [ 6 ]     |
| 7           | Vendredi 28 octobre 2011 (20:50-23:00)   | 7 053 000                 | 29,4 %                               | [ 7 ]     |
| 8           | Vendredi 4 novembre 2011 (20:50-22:40)   | 7 328 000                 | 27,6 %                               | [ 8 ]     |
| 9           | Jeudi 10 novembre 2011 (20:50-22:40)     | 6 844 000                 | 26,9 %                               | [ 9 ]     |
| 10          | Vendredi 18 novembre 2011 (20:50-22:40)  | 7 210 000                 | 29,0 %                               | [ 10 ]    |
| 11          | Vendredi 25 novembre 2011 (20:50-22:40)  | 7 362 000                 | 28,5 %                               | [ 11 ]    |
| 12          | Vendredi 2 décembre 2011 (20:50-22:40)   | 7 303 000                 | 28,2 %                               | [ 12 ]    |
| 13          | Vendredi 9 décembre 2011 (20:50-22:40)   | 7 615 000                 | 29,4 %                               | [ 13 ]    |
| 14 (Finale) | Vendredi 16 décembre 2011 (20:50-23:55)  | 7 647 000                 | 34,7 %                               | [ 14 ]    |

Légende :